# بيت المركب
بيت المركب، ويُطلق عليه اسم بيت المُدرِّب أيضاً، هو مبنى مُلحق بُنِيَ في الأصل ليكون مكاناً لخيول العربات والأحصنة.

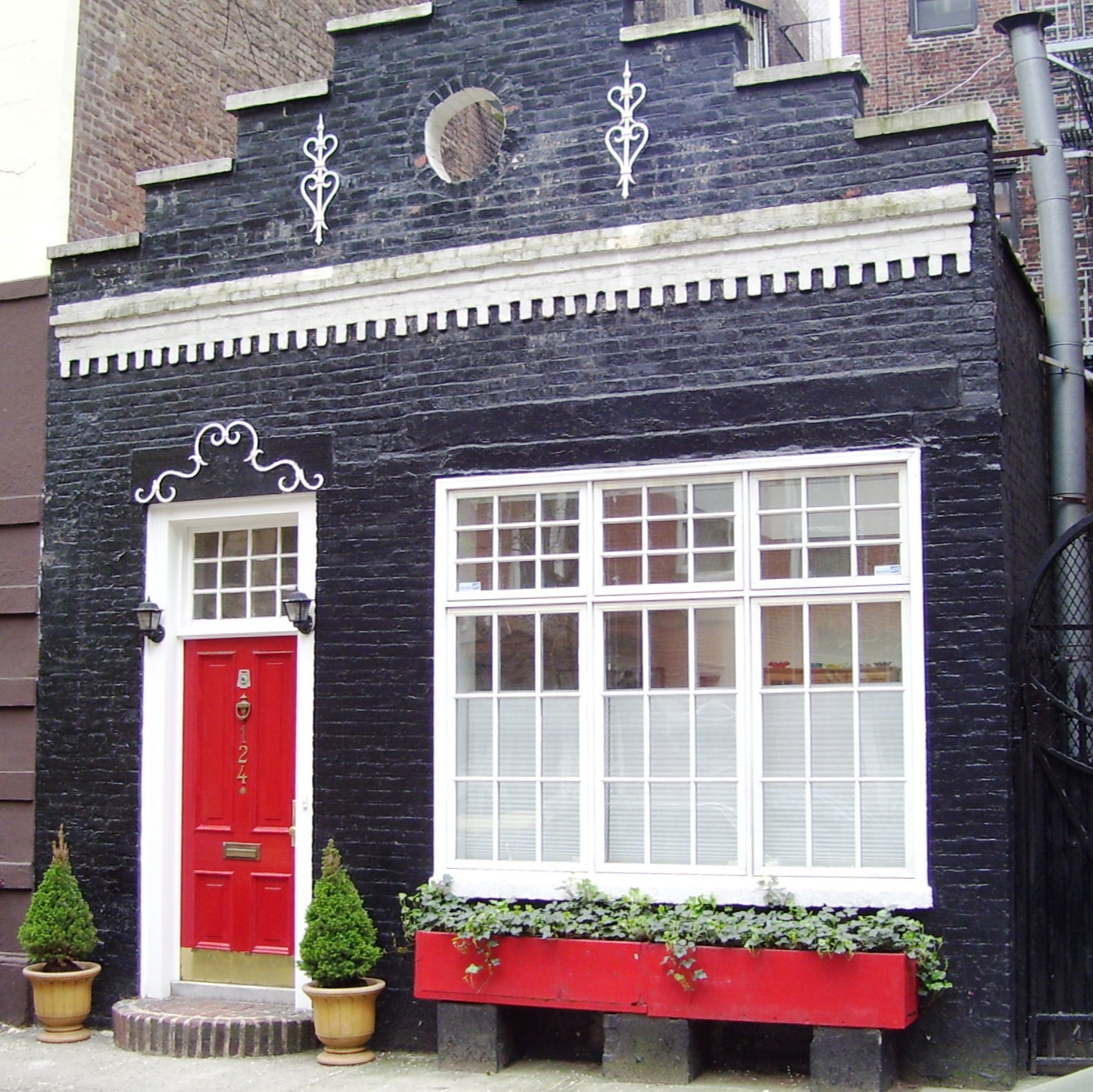
بيت المركب لأسرة في مانهاتن.

في بريطانيا العظمى كان يُطلق على مبنى المزرعة اسم سقيفة العربة. وهذه المباني كانت مفتوحة عادةً، ومكونة من طابق واحد فقط، ومع دعامة للرف من الأعمدة الموزعة بانتظام. وغالباً ما تكون هذه البيوت موجهة بعيداً عن فناء الزراعة وقد تكون قريبة من الإسطبل والطُرق، مما يعطي وصول مباشر للحقول.

## الاستعمالات الحالية
العربات المسحوبة بالخيول أصبحت الآن قليلة الشيوع والاستعمال مقارنةً بالفترات السابقة، مما خلق حاجة قليلة في العالم الحديث لبيوت المركب. ووفقاً لذلك، فإن العديد من بيوت المركب عُدِّل عليها لاستخدامها في أشياء أخرى كأن يكون ملحق ثانوي للبيت، أو بيوت للضيوف، مرأب، مكاتب، وُرش عمل، أسواق بيع بالتجزئة، مطاعم، حانات أو مخازن. وبالرغم من ذلك، فإن نفس هيكلة بيت المركب لا زالت تستخدم وبنفس المسمى، ولكن باختلاف وظيفتهم الأساسية وبغض النظر عن استعمالهم الحالي.

## مراجع

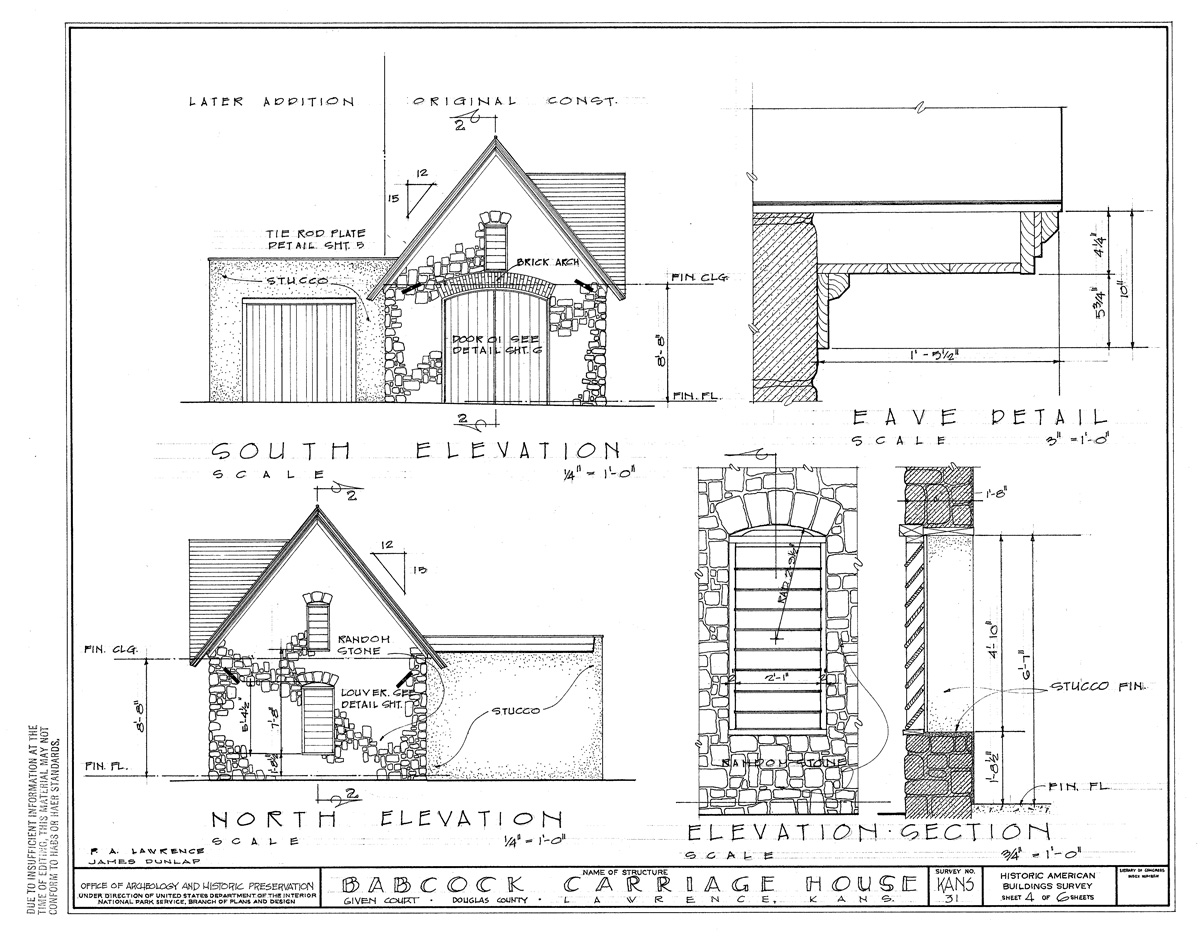
بيت مركب صغير، للمصمم دوغلاس كاونتي.

## استخدامات حديثة أخرى

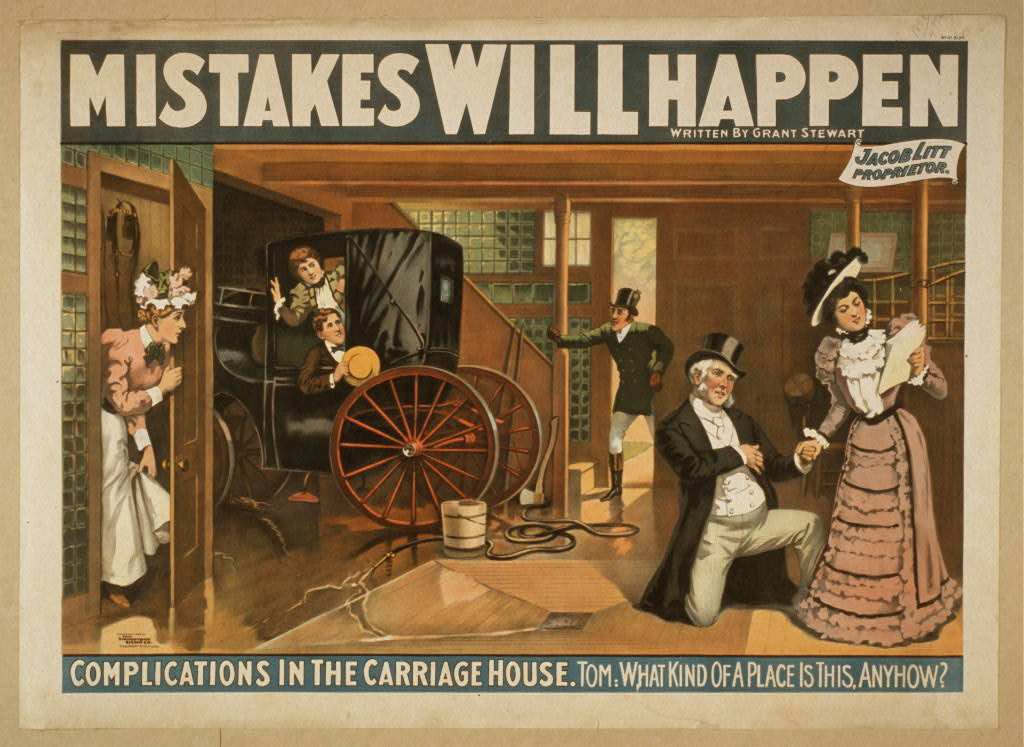
تصوَُر خيالي لردهة بيت المركب من ملصق مسرحي لعام 1898م.

وبسبب جمالية التصميم الطبيعي للبيت المركب المُفصل، فقد أصبحت العبارة «بيت المركب» شائعة الاستخدام كجزء من اسم المشاريع التجاري مثل الأسواق القديمة والمطاعم. وأحياناً هذه المشاريع قد تكون مُنشأة في بيت مركب سابق.

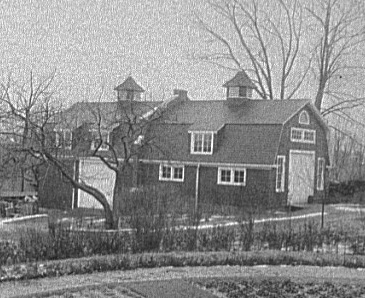
بيت المركب، فيمدينة نيويورك، قرابة عام 1900م.

## وصلات خارجية
- نماذج من تحويل بيوت المركب إلى محال ومشاريع تجارية.